# Hedrehely
Hedrehely je vas na Madžarskem, ki upravno spada pod podregijo Kaposvári Šomodske županije.